# Megacera praelata
Megacera praelata là một loài bọ cánh cứng trong họ Cerambycidae.